# Sân bay quốc tế Ciudad del Carmen
Sân bay quốc tế Ciudad del Carmen (IATA: CME, ICAO: MMCE) là một sân bay quốc tế ở Ciudad del Carmen, Campeche, México. Sân bay này có một đường băng dài 2200 m rải asphalt. Đơn vị vận hành là Aeropuertos y Servicios Auxiliares, một công ty quốc doanh thuộc chính phủ liên bang Mêhicô.

## Các hãng hàng không và các tuyến điểm

### Nội địa
- Aeroméxico
  - Aeroméxico Connect (Thành phố Mexico, Poza Rica, Tampico, Veracruz)
- ALMA de Mexico (Veracruz)
- Interjet (Toluca)
- Mexicana
  - Click Mexicana (Thành phố Mexico)

### Quốc tế
- Continental Airlines
  - Continental Express vận hành bởi ExpressJet Airlines (Houston-Intercontinental)